# Lissotis
Genre
Lissotis est un genre d'oiseaux de la famille des Otididae.

## Liste des espèces
Selon la classification de référence du Congrès ornithologique international (version 7.1, 2017) :
- Lissotis melanogaster (Ruppell, 1835) – Outarde à ventre noir
- Lissotis hartlaubii (Heuglin, 1863) – Outarde de Hartlaub